# Res gestae (Auguste)
Pour les articles homonymes, voir Res gestae.
Les Res Gestae Divi Augusti (Actes du divin Auguste) sont le testament politique du premier empereur romain, Auguste, dans lequel il offre un compte-rendu à la première personne de ses actions et de ses réalisations.
Le texte n'est pas complet, car certaines parties manquent, et d'autres sont parvenues sous forme de fragments. Le texte est complété par d'autres découvertes archéologiques, effectuées à Ancyre en 1555, à Antioche de Pisidie et à Sardes.

## Le contexte
L'empereur Auguste confia en dépôt aux Vestales, un an avant sa mort en l'an 14, trois rouleaux scellés (ou quatre selon Dion Cassius) contenant :
- des indications sur la manière de régler ses funérailles ;
- le compte-rendu de ses actions (en latin index rerum gestarum), qui devait être gravé sur des tables de bronze à placer devant son mausolée à Rome ;
- un état de situation de tout l'Empire (breviarium totius imperii), indiquant les effectifs de l'armée et le bilan financier du trésor public, du trésor impérial et des redevances.

Le second rouleau, appelé Res gestae, fut effectivement gravé sur deux tables de bronze fixées à des piliers devant le mausolée d'Auguste, et des copies en ont été faites et affichées sur les murs des nombreux temples d’Auguste à travers l’Empire.
Le quatrième volume, très discuté, contenait peut-être des conseils au Sénat et donc à Tibère sur la politique intérieure et extérieure à suivre pour l’Empire.

## Les découvertes archéologiques

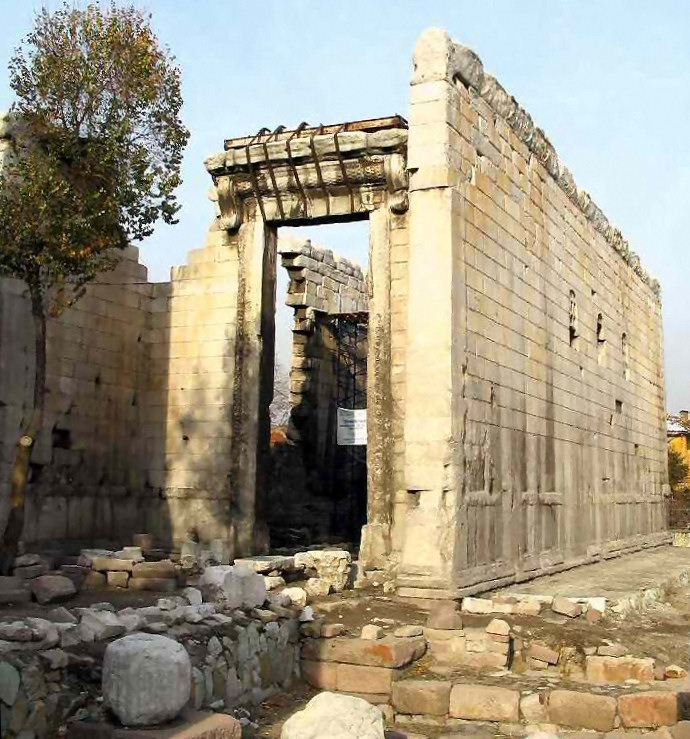
Le Monumentum Ancyranum, où ont été retrouvés les Res Gestae.

Bien que les tables de bronze de Rome aient disparu, le texte des Res gestae est connu grâce aux copies qui ont été découvertes à Ancyre en 1555, à Antioche de Pisidie (près de la ville turque d'Yalvaç) entre 1914 et 1924 sous forme de nombreux fragments de l'original latin, à Apollonie de Pisidie en 1930 composée de fragments en grec et récemment à Sardes.
La copie d'Ancyre (aujourd'hui Ankara) est la plus complète et sert de base. Elle a été découverte en 1555 par Ogier Ghislain de Busbecq, un humaniste et diplomate flamand chargé par l'empereur Ferdinand d'une ambassade auprès de Soliman le Magnifique. Cet homme curieux de tout se promenait le long du « Temple de Rome et d'Auguste » (le Monumentum Ancyranum) reconverti en mosquée quand il leva les yeux et vit des caractères non arabes. Elle est accompagnée d'une traduction grecque, puisqu'elle se situe dans la partie orientale de l'Empire.
Les épigraphistes du XIXe siècle s'enthousiasmèrent pour ce texte prestigieux lié à la personne d'Auguste. En 1862, l'archéologue Georges Perrot réalisa des fac-similés grandeur nature qu'il exposa au musée Napoléon III et des photographies de l'inscription d'Ancyre. Vu son importance historique, Theodor Mommsen, qui dirigeait la publication du Corpus Inscriptionum Latinarum (CIL), monumental recueil des inscriptions latines, choisit d'en faire en 1865 l'édition dans un ouvrage séparé. L'inscription fut ensuite publiée en 1871 dans le tome III du CIL dédié aux inscriptions latines d’Asie, des provinces grecques d’Europe et d’Illyrie.

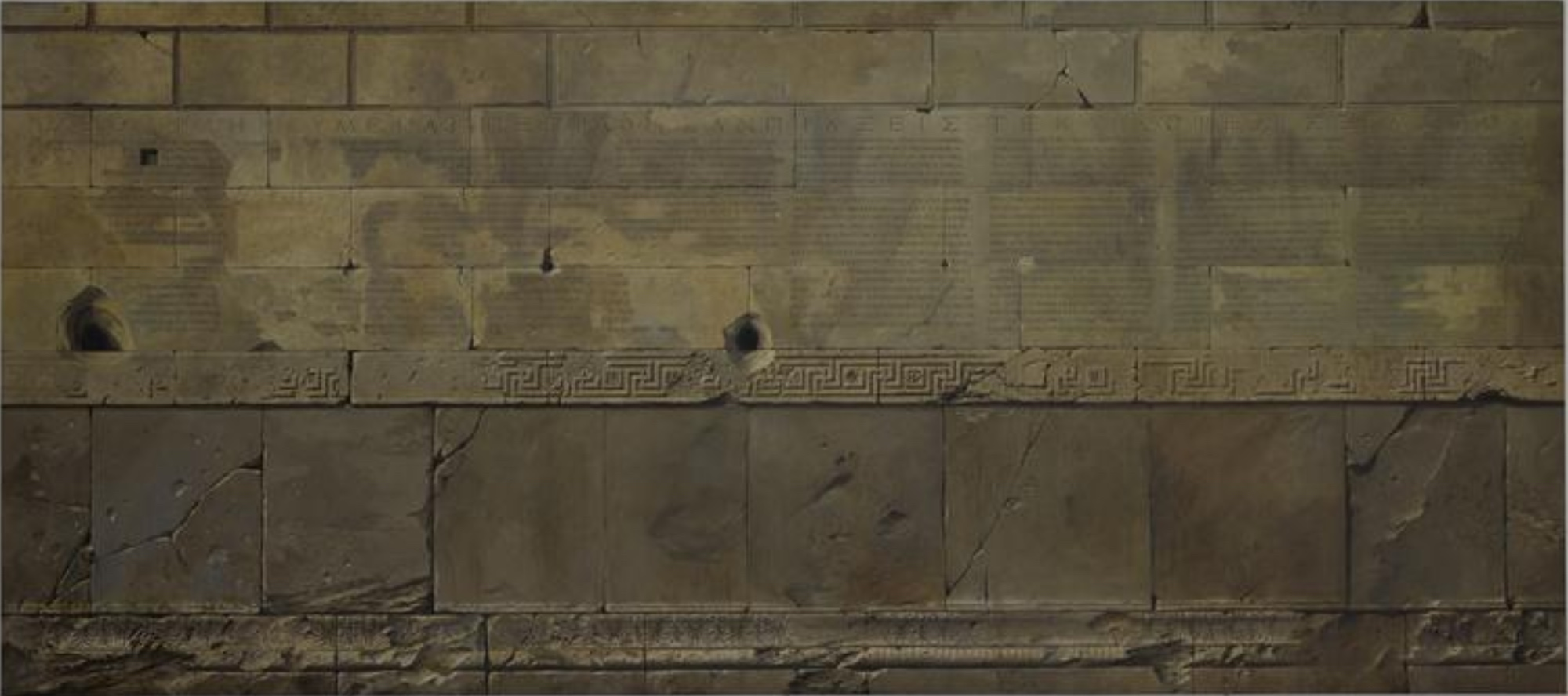
Edmond Guillaume, Le Testament d’Auguste : texte des Res Gestae, Huile sur toile - 400 x 898 cm.

En 1914, Sir William Mitchell Ramsay trouvait dans les fouilles du forum d'Antioche de Pisidie une soixantaine de fragments du texte latin des Res Gestæ, qui furent publiés à Baltimore par David Robinson (en) en 1926. Ces fragments confirmèrent la plupart du temps le texte d'Ancyre, ou introduisirent des variantes minimes qui ne changeaient pas le sens du texte.

## Le texte

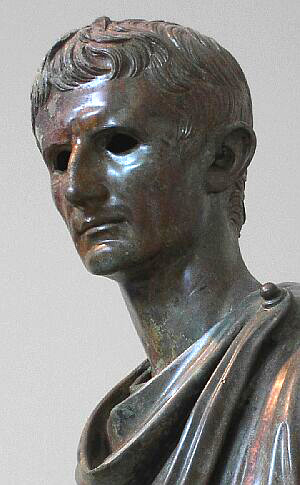
Statue en bronze d'Auguste.

Le second rouleau, proprement appelé Res gestæ et gravé sur des tables de bronze, se compose de 35 paragraphes qui peuvent être regroupés en quatre sections, et d'un court appendice.
- Première partie (paragraphes 1 à 14) : elle décrit la carrière politique d'Auguste, son cursus honorum, les charges, offices et honneurs qu'il a occupés ou reçus.
- Deuxième partie (paragraphes 15 à 24) : elle cite les distributions d'argent, les constructions et restaurations de monuments, de temples, de portiques, de forums, de routes et de ponts. Auguste mentionne aussi les jeux et les spectacles qu'il a organisés, impliquant au total 10 000 gladiateurs, 3 500 bêtes sauvages ainsi qu'un spectacle de combat naval où participèrent 3 000 hommes.
- Troisième partie (paragraphes 25 à 33) : elle décrit ses hauts faits militaires et son action diplomatique qui ont étendu l'Empire romain vers la Gaule, l'Asie et l'Afrique, jusqu'en Arabie et en Éthiopie.
- Quatrième partie (paragraphes 34 et 35) : elle met en évidence les origines des noms Auguste et père de la patrie.
- Appendice : écrit à la troisième personne contrairement au reste du texte, il n'est probablement pas de la main d'Auguste. Cet appendice résume l'ensemble du texte, cite l'exceptionnelle position d'Auguste au sein du gouvernement, et liste les différents monuments qu'il a construits ou rénovés sur ses propres fonds.

### Analyse politique
De par leur nature, les Res gestae ne sont pas objectifs, et font l’apologie du principat institué par Auguste. Ils se concentrent sur les événements intervenus entre l'assassinat de Jules César, le père adoptif d'Auguste, et la victoire d'Actium à partir de laquelle le pouvoir d'Auguste n'est plus contesté. Les assassins de César, Brutus et Cassius, ne sont pas nommés mais évoqués par la périphrase « ceux qui ont tué mon père ». La bataille de Philippes n'est mentionnée qu'en passant mais jamais désignée par son nom. De même, les adversaires d'Auguste Marc Antoine et Sextus Pompée, restent anonymes, le premier est « celui qui j'ai combattu », et le second simplement un « pirate ».
Le texte ne mentionne pas l'imperium maius d'Auguste. Souvent citée, la position officielle d'Auguste — « Par la suite [à partir de -27, fin de la guerre civile], malgré ma prééminence sur tous, je n’ai eu aucun pouvoir supérieur à celui de mes collègues qui ont exercé les mêmes magistratures que moi » — illustre la volonté de celui-ci de se présenter comme le « restaurateur » de la vieille république romaine, dont le chef ne serait qu'un premier entre les égaux (position légale), alors qu'il concentre entre ses mains la réalité du pouvoir (de par la puissance tribunicienne),.
Les Res gestae constituent une tentative unique de relations publiques de la part du premier empereur romain, alors que la nature du nouveau régime était encore expérimentale. Les historiens ultérieurs (anciens et modernes) ont utilisé les Res gestae pour définir le règne d'Auguste à plusieurs reprises, ce qui est un véritable succès en termes de communication.

### Aspects géographiques
Les paragraphes 25 à 33 des Res gestae sont également un document géographique qui donne une vision d’ensemble du monde connu des Romains au début de l’Empire et affirme leur maîtrise directe ou indirecte sur le monde habité, l’orbis terrarum. Pas moins de 55 noms géographiques y figurent, dont certains sont mentionnés pour la première fois en langue latine :
- Les quatorze provinces romaines : Achaïe, Égypte, Afrique, Asie, Cyrénaïque, Gaules, Germanie, Hispanie, Illyrie, Macédoine, Narbonnaise, Pisidie, Cilicie, Syrie ;
- 24 peuples ou pays annexés ou soumis, ou ayant des rois désignés par les Romains, ou ayant reçu des explorations romaines comme l’Éthiopie et sa ville de Nabata et l’Arabie heureuse jusqu'à Mariba, ou ayant envoyé des ambassades auprès d'Auguste comme l’Inde et la Dacie ;
- 9 toponymes, dont le Danube, le Rhin, l’Albis (Elbe, mentionné pour la première fois en latin) et le Tanaïs (Don), les Alpes, l’Océan, exploré depuis l'embouchure du Rhin jusqu'aux confins des Cimbres (identifié comme étant le Jutland), les mers Adriatique et Tyrrhénienne ;

Selon Claude Nicolet, par cette impressionnante énumération, Auguste signifiait l’achèvement de la conquête du monde connu.

### Traductions
- (la + grc + en) « Monumentum Ancyranum, Res Gestæ Divi Augusti », sur LacusCurtius (consulté le 11 novembre 2014).
- « AUGUSTE, Res gestae », sur Université de Liège, 2006 (consulté le 11 novembre 2014).

### Traductions commentées
- (la + grc) Theodor Mommsen, ed., Res gestæ Divi Augusti, 1865, réédité en 1883.
- (la + grc + fr) Res gestae diui Augusti ex monumentis Ancyrano et Antiocheno Latinis Ancyrano et Apolloniensi Græcis (trad. Jean Gagé, préf. Jean Gaget), Paris, Les Belles Lettres, 1977 (réimpr. 1950), 3e éd. (1re éd. 1935), 232 p..

Présentation de cet ouvrage par Constans L.-A. dans le Journal des savants, Novembre-décembre 1935, pp. 276-277, lire en ligne.
- Res Gestæ divi Augusti : Hauts faits du divin Auguste (trad. John Scheid), Les Belles Lettres, coll. « Collection des Universités de France », 2007, CCXXXIV - 121 p. (ISBN 978-2-251-01446-3 et 2-251-01446-2).

Note de présentation dans « Livres offerts », Comptes rendus des séances de l'Académie des Inscriptions et Belles-Lettres, 152e année, N. 1, 2008, p. 44, lire en ligne.

### Études
- Claude Badami, La traduction grecque des Res Gestæ Diui Augusti, 2013, Connaissances et Savoirs, 212 pages  (ISBN 2753902208).
- (it) Concetta Barini, Monumentum ancyranim, Res Gestæ divi Augusti, 1930, Milan.

Présentation de cet ouvrage dans le Journal des savants, Mai 1930, pp. 230-231, lire en ligne.